# Communauté de communes du Ried de Marckolsheim
Die Communauté de communes du Ried de Marckolsheim ist ein französischer Gemeindeverband mit der Rechtsform einer Communauté de communes im Département Bas-Rhin in der Region Grand Est. Sie wurde am 19. Dezember 2011 gegründet und besteht aus 18 Gemeinden. Der Verwaltungssitz befindet sich im Ort Marckolsheim.

## Historische Entwicklung
Der Gemeindeverband entstand durch die Fusion der Vorgängerorganisationen Communauté de communes de Marckolsheim et environs und Communauté de communes du Grand Ried.
Mit Wirkung vom 1. Januar 2016 trat die Gemeinde Grussenheim die zuvor der Communauté de communes du Pays du Ried Brun angehört hatte, dem Gemeindeverband bei. Da diese Gemeinde dem Département Haut-Rhin angehört, ist der Gemeindeverband nun Département-übergreifend organisiert.

## Mitgliedsgemeinden
| Gemeinde                                       | Einwohner 1. Januar 2022 | Fläche km² | Dichte Einw./km² | Code INSEE | Postleitzahl | Département |
| ---------------------------------------------- | ------------------------ | ---------- | ---------------- | ---------- | ------------ | ----------- |
| Artolsheim                                     | 992                      | 11,25      | 88               | 67011      | 67390        | Bas-Rhin    |
| Bindernheim                                    | 1.048                    | 6,62       | 158              | 67040      | 67600        | Bas-Rhin    |
| Bœsenbiesen                                    | 320                      | 3,81       | 84               | 67053      | 67390        | Bas-Rhin    |
| Bootzheim                                      | 790                      | 5,91       | 134              | 67056      | 67390        | Bas-Rhin    |
| Elsenheim                                      | 802                      | 9,61       | 83               | 67121      | 67390        | Bas-Rhin    |
| Grussenheim                                    | 795                      | 7,53       | 106              | 68110      | 68320        | Haut-Rhin   |
| Heidolsheim                                    | 564                      | 5,92       | 95               | 67187      | 67390        | Bas-Rhin    |
| Hessenheim                                     | 622                      | 5,21       | 119              | 67195      | 67390        | Bas-Rhin    |
| Hilsenheim                                     | 2.626                    | 19,91      | 132              | 67196      | 67600        | Bas-Rhin    |
| Mackenheim                                     | 775                      | 11,79      | 66               | 67277      | 67390        | Bas-Rhin    |
| Marckolsheim                                   | 4.309                    | 33,36      | 129              | 67281      | 67390        | Bas-Rhin    |
| Ohnenheim                                      | 1.147                    | 12,12      | 95               | 67360      | 67390        | Bas-Rhin    |
| Richtolsheim                                   | 368                      | 3,63       | 101              | 67398      | 67390        | Bas-Rhin    |
| Saasenheim                                     | 583                      | 7,80       | 75               | 67422      | 67390        | Bas-Rhin    |
| Schœnau                                        | 628                      | 10,37      | 61               | 67453      | 67390        | Bas-Rhin    |
| Schwobsheim                                    | 327                      | 2,58       | 127              | 67461      | 67390        | Bas-Rhin    |
| Sundhouse                                      | 1.824                    | 15,69      | 116              | 67486      | 67920        | Bas-Rhin    |
| Wittisheim                                     | 2.076                    | 11,47      | 181              | 67547      | 67820        | Bas-Rhin    |
| Communauté de communes du Ried de Marckolsheim | 20.664                   | 184,58     | 112              | –          | –            | –           |